# 辽源市
辽源市，旧称西安，是中华人民共和国吉林省下辖的地级市，位于吉林省南部，因地处东辽河源頭而得名。市境北接四平市、吉林市，东邻通化市，南界辽宁省抚顺市，西抵辽宁省铁岭市。地处长白山吉林哈达岭南段与松嫩平原交汇地带。东辽河发源于境内，往西流横贯市境；辉发河左岸支流莲河、梅河流经南部，清朝时为皇家“盛京围场”，1902年弛禁后置西安县，1948年设市，1952年更名为辽源市，1983年升格为地级市。市人民政府驻龙山区人民大街1485号。

## 历史
古为肃慎地。高句丽时期为其边城。清朝时被划为盛京围场。
清朝末年，边禁荒弛，大量关内人涌入东北，在大疙瘩山（今辽源龙首山）西侧处形成了一个有四五千人口的聚落，当时称安城。光绪二十八年（1902年），清政府设立东平、西安二县，属奉天省海龙府；同时于今双辽设辽源州，属昌图府。光绪二十九年（1903年），西安县正式建城于安城。次年，西安县县衙决定兴建衙署以及东吉、西宁、南康、北寿四座城门；同年东平县全县22围划为20个乡、12个镇、248个村屯。民国二年（1912年），西安县、东平县属奉天省辽沈道，其后东平县更名为东丰县。
满洲国时期（1931年至1945年），西安县先属奉天省管辖，后于1941年（康德七年）改属四平省。其间西安成为满洲国仅次于抚顺的第二大煤炭生产基地，年产原煤达百万吨。美国陆军中将、美军驻菲律宾总司令喬納森·溫萊特在太平洋战争初期被日军俘虏后，秘密关押于西安县高级战俘营达三年之久。
1945年8月，西安县由苏联红军占领。由于其毗邻重要铁路枢纽四平市，此后的第二次国共内战时期，国共双方反复争夺这一地域。东北民主联军最终于1947年夏永久性占领西安县。1948年10月，析西安县县城为西安市，属遼北省。1949年5月，西安市改属辽东省；7月，西安市改由省直辖。西安县政府机关仍设在西安市区内。 
1952年4月，为避免与陕西省西安市重名，西安市更名为辽源市。1954年，西安县、东丰县改属吉林省通化专区，辽源市仍由省直辖。1956年8月，西安县更名为东辽县，改由怀德专区管辖。1958年，东辽、东丰2县及辽源市划归四平专区。1959年3月，撤销东辽县，并入辽源市，1962年5月恢复。1969年5月又将东辽县并入辽源市，1976年1月恢复。1980年1月，再将东辽县并入辽源市。1983年10月，辽源市升格为地级市，设立龙山、西安两区，并恢复东辽县，辽源市辖龙山区、西安区、东辽县、东丰县。

## 地理
地理座標為東經124°56′至125°50′，北緯42°18′至43°15′，为丘陵地区，地势由东向西倾，為長白山餘脈與松遼平原過渡地帶，屬低山丘陵區，平均海拔為250至400公尺。属半湿润的温带季风气候，年降水量750毫米，年均温4.5℃，1月均温−17.9℃，7月均温22.8℃。
| 1981–2010年间辽源市的平均气象数据 | 1981–2010年间辽源市的平均气象数据 | 1981–2010年间辽源市的平均气象数据 | 1981–2010年间辽源市的平均气象数据 | 1981–2010年间辽源市的平均气象数据 | 1981–2010年间辽源市的平均气象数据 | 1981–2010年间辽源市的平均气象数据 | 1981–2010年间辽源市的平均气象数据 | 1981–2010年间辽源市的平均气象数据 | 1981–2010年间辽源市的平均气象数据 | 1981–2010年间辽源市的平均气象数据 | 1981–2010年间辽源市的平均气象数据 | 1981–2010年间辽源市的平均气象数据 | 1981–2010年间辽源市的平均气象数据 |
| 月份                              | 1月                               | 2月                               | 3月                               | 4月                               | 5月                               | 6月                               | 7月                               | 8月                               | 9月                               | 10月                              | 11月                              | 12月                              | 全年                              |
| --------------------------------- | --------------------------------- | --------------------------------- | --------------------------------- | --------------------------------- | --------------------------------- | --------------------------------- | --------------------------------- | --------------------------------- | --------------------------------- | --------------------------------- | --------------------------------- | --------------------------------- | --------------------------------- |
| 平均高温 °C（°F）                 | −7.8 (18.0)                       | −2.9 (26.8)                       | 4.8 (40.6)                        | 15.1 (59.2)                       | 21.9 (71.4)                       | 26.5 (79.7)                       | 27.8 (82.0)                       | 27.1 (80.8)                       | 22.3 (72.1)                       | 14.4 (57.9)                       | 3.2 (37.8)                        | −4.9 (23.2)                       | 12.3 (54.1)                       |
| 日均气温 °C（°F）                 | −15.8 (3.6)                       | −10.5 (13.1)                      | −1.5 (29.3)                       | 8.4 (47.1)                        | 15.5 (59.9)                       | 20.7 (69.3)                       | 23.0 (73.4)                       | 21.7 (71.1)                       | 15.2 (59.4)                       | 7.3 (45.1)                        | −2.9 (26.8)                       | −11.7 (10.9)                      | 5.8 (42.4)                        |
| 平均低温 °C（°F）                 | −22.1 (−7.8)                      | −17.0 (1.4)                       | −7.4 (18.7)                       | 1.8 (35.2)                        | 8.9 (48.0)                        | 15.0 (59.0)                       | 18.5 (65.3)                       | 17.0 (62.6)                       | 8.9 (48.0)                        | 1.2 (34.2)                        | −8.1 (17.4)                       | −17.3 (0.9)                       | −0.1 (31.9)                       |
| 平均降水量 mm（）                 | 5.7 (0.22)                        | 6.7 (0.26)                        | 15.8 (0.62)                       | 33.3 (1.31)                       | 55.2 (2.17)                       | 89.1 (3.51)                       | 162.5 (6.40)                      | 152.2 (5.99)                      | 48.5 (1.91)                       | 30.0 (1.18)                       | 16.1 (0.63)                       | 7.5 (0.30)                        | 622.6 (24.5)                      |
| 平均相對濕度（％）                | 72                                | 67                                | 60                                | 55                                | 58                                | 68                                | 81                                | 82                                | 76                                | 68                                | 68                                | 71                                | 69                                |
| 来源：中国气象数据网              |                                   |                                   |                                   |                                   |                                   |                                   |                                   |                                   |                                   |                                   |                                   |                                   |                                   |

## 政治

### 现任领导
| 机构     | · 中国共产党 · 辽源市委员会 | 辽源市人民代表大会 常务委员会 | 辽源市人民政府    | · 中国人民政治协商会议 · 辽源市委员会 |
| 职务     | 书记                        | 主任                          | 市长              | 主席                                  |
| -------- | --------------------------- | ----------------------------- | ----------------- | ------------------------------------- |
| 姓名     | 沈德生                      | 徐晖                          | 程宇              | 杨光                                  |
| 民族     | 汉族                        | 汉族                          | 汉族              | 汉族                                  |
| 籍贯     |                             | 吉林省辽源市                  |                   |                                       |
| 出生日期 | 1970年1月（55歲）           | 1969年11月（55歲）            | 1971年3月（54歲） | 1970年1月（55歲）                     |
| 就任日期 | 2023年1月                   | 2025年1月                     | 2021年6月         | 2022年1月                             |

### 历任领导
| 市委书记 - 耿国梁（1983年10月－1985年7月） - 魏运国（1985年7月－1991年2月） - 赵永吉（1991年2月－1995年7月） - 郑玉春（1995年7月－1997年12月） - 赵炳辉（1997年12月－2001年7月） - 李锦斌（2001年7月－2002年8月） - 赵振起（2002年8月－2008年1月） - 马明（2008年1月－2011年5月） - 姜有为（2011年6月－2013年3月） - 吴兰（2013年3月－2018年3月） - 王立平（2018年3月－2018年11月） - 柴伟（2018年11月－2023年1月） - 沈德生（2023年1月－） | 市长 - 何忠山（1983年10月－1985年4月） - 王贵江（1985年4月－1988年1月） - 吕坚东（1988年1月－1992年6月） - 安莉（1992年6月－1995年9月） - 赵炳辉（1995年9月－1998年1月） - 刘永新（1998年1月－2001年12月） - 赵振起（2001年12月－2002年8月） - 吴佩军（2002年8月－2004年1月） - 王兆华（2004年1月－2010年10月） - 姜有为（2010年10月－2011年6月） - 金育辉（2011年6月－2015年3月） - 王立平（2015年4月－2018年3月） - 孙弘（2018年4月－2021年6月） - 程宇（2021年6月－） |

### 行政区划
辽源市现辖2个市辖区、2个县。
- 市辖区：龙山区、西安区
- 县：东辽县、东丰县

## 人口
2022年末，全市户籍总人口为113.14万人，按户口所在地划分，全市城镇人口为56.03万人，乡村人口为57.11万人。
根据2020年第七次全国人口普查，全市常住人口为996,903人。同第六次全国人口普查的1,176,239人相比，十年共减少了179,336人，下降15.25%，年平均增长率为-1.64%。其中，男性人口为498,860人，占总人口的50.04%；女性人口为498,043人，占总人口的49.96%。总人口性别比（以女性为100）为100.16。0－14岁的人口为106,721人，占总人口的10.71%；15－59岁的人口为636,901人，占总人口的63.89%；60岁及以上的人口为253,281人，占总人口的25.41%，其中65岁及以上的人口为170,881人，占总人口的17.14%。居住在城镇的人口为575,248人，占总人口的57.7%；居住在乡村的人口为421,655人，占总人口的42.3%。

### 民族
全市常住人口中，汉族人口为917,406人，占92.03%；各少数民族人口为79,497人，占7.97%。与2010年第六次全国人口普查相比，汉族人口减少178,345人，下降16.28%，占总人口比例下降1.13个百分点；各少数民族人口减少991人，下降1.23%，占总人口比例增加1.13个百分点。其中，满族人口减少7,523人，下降10.51%，占总人口比例增加0.34个百分点；朝鲜族人口增加4,866人，增长107.61%，占总人口比例增加0.56个百分点。
| 民族名称                | 汉族    | 满族   | 朝鲜族 | 回族  | 蒙古族 | 苗族 | 侗族 | 布依族 | 土家族 | 锡伯族 | 其他民族 |
| ----------------------- | ------- | ------ | ------ | ----- | ------ | ---- | ---- | ------ | ------ | ------ | -------- |
| 人口数                  | 917,406 | 64,083 | 9,388  | 2,509 | 2,131  | 310  | 161  | 138    | 117    | 103    | 557      |
| 占总人口比例（%）       | 92.03   | 6.43   | 0.94   | 0.25  | 0.21   | 0.03 | 0.02 | 0.01   | 0.01   | 0.01   | 0.06     |
| 占少数民族人口比例（%） | －      | 80.61  | 11.81  | 3.16  | 2.68   | 0.39 | 0.20 | 0.17   | 0.15   | 0.13   | 0.70     |

## 资源
地下矿藏主要为煤，是吉林省煤炭生产基地之一。地处辽源市的金刚水泥厂水泥产量为东北第一，全国前十位。

## 环境
2019年7月5日，中华人民共和国生态环境部公布了2019年统筹强化监督（第一阶段）黑臭水体专项排查情况。辽源市黑臭水体消除比例为0。

## 经济
工业有电力、冶金、机械、轻纺。其中纺织品以丝绸、大绒、灯芯绒较为著名。是吉林省塑料工业基地。市钢管厂是省内同行业第一大厂。
农业耕地10.4万公顷，是省主要粮产区之一。主要农作物为玉米、大豆、高粱、谷子。

## 交通
2018年，辽源市正式发行交通运输部统一技术标准的“交通一卡通”。支持全国220个城市。
- 229国道、 303国道过境。

## 城市荣誉
2017年被评为中国特色魅力城市200强。

## 全国重点文物保护单位
- 辽源矿工墓[17]
- 辽源二战盟军战俘营旧址[18]

## 旅游资源

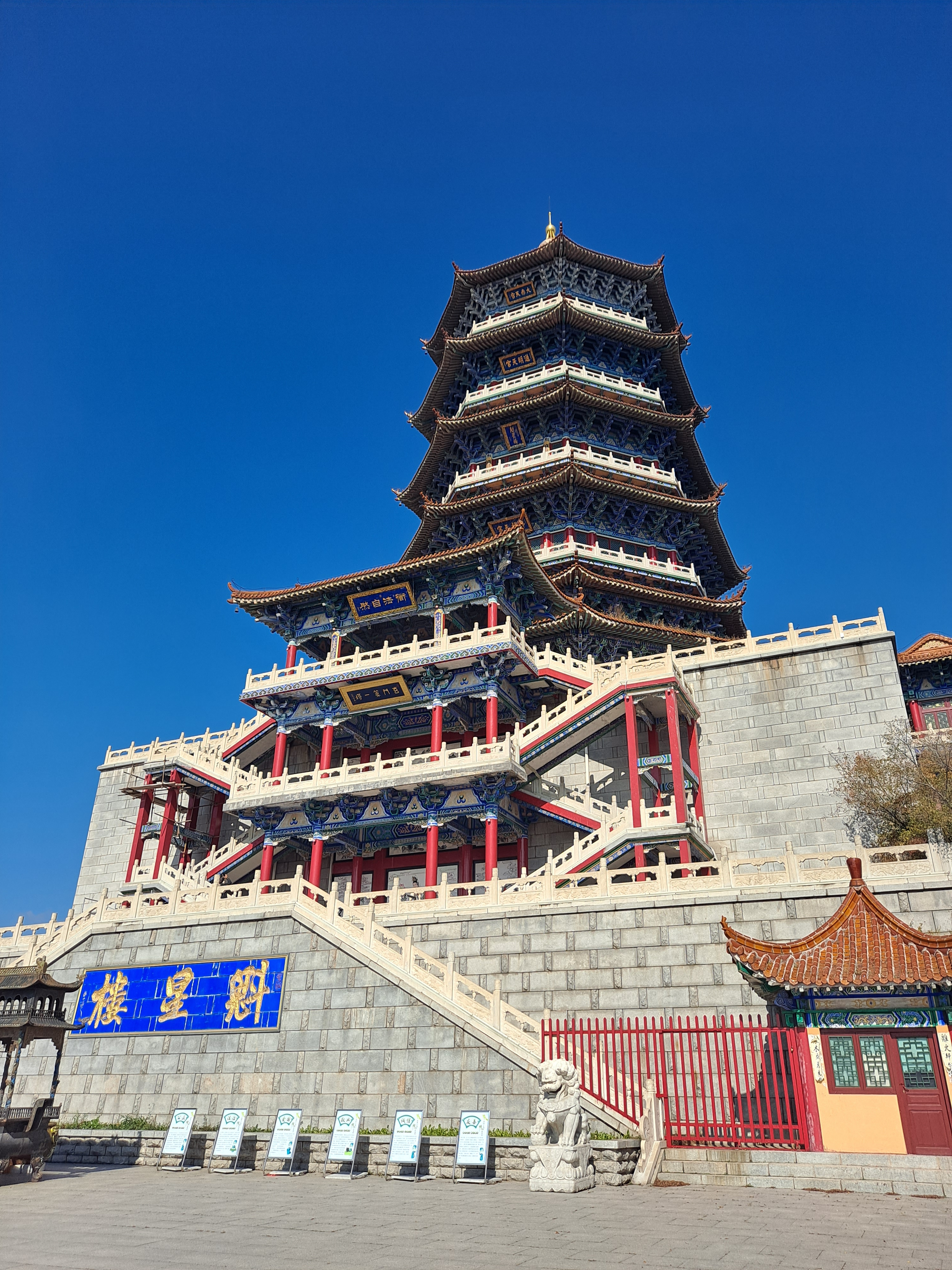
辽源市魁星楼

- 龙山公园
- 解放战争革命烈士纪念塔
- 魁星楼
- 东辽河休闲景观带
- 人民广场
- 辽河广场
- 福寿宫广场
- 悦动辽源欢乐荟
- 向阳山森林公园
- 鴜鹭湖国家湿地公园

## 特产
龙泉春酒：中国地理标志产品。

## 事故
2005年12月15日，吉林省辽源市中心医院发生特别重大火灾事故，造成37人死亡，95人受伤，直接财产损失822万元。

## 姐妹城市
- 中国宁波
- 中国营口
- 俄羅斯切列波韋茨[20]
- 中国诸暨
- 義大利巴尔萨莫